# Iconic Tower
Iconic Tower (em árabe : البرج الأيقوني ) é um arranha-céu na futura capital do Egito, com uma altura estrutural total de 385,8 metros e que é o edifício mais alto da África. 
A Iconic Tower tem 80 andares, a maioria para uso comercial, e é uma das vinte torres construídas ou em processo de construção e que irão constituir parte do distrito comercial central da nova capital.  A área total da torre excede 7.100.000 metros quadrados (76.000.000 pés quadrados).

## Construção
A construção da Iconic Tower começou oficialmente em maio de 2018. O primeiro-ministro egípcio, Moustafa Madbouly, visitou o canteiro de obras para participar de uma cerimônia que marcou o início das operações de lançamento de concreto nas fundações em 2019. A China State Construction Engineering é a principal empreiteira do projeto, que emprega mais de cinco mil trabalhadores.
A responsável pela arquitetura oficial do projeto da torre foi a empresa Dar al-Handasah Shair & Partners. Foi planejado e inspirado no formato de um obelisco faraônico com exterior de vidro. A conclusão da torre está prevista para 13 de janeiro de 2022.
A torre foi inaugurada em 13 de janeiro de 2022.